# Brachymeles samarensis
Brachymeles samarensis — вид сцинкоподібних ящірок родини сцинкових (Scincidae). Ендемік Філіппін.

## Поширення і екологія
Brachymeles samarensis є ендеміками острова Самар. Вони живуть в первинних і вторинних вологих тропічних лісах, серед гнилої деревини і між корінням дерев. Зустрічаються на висоті від 100 до 850 м над рівнем моря.